# Амикус и Целестин
«Амикус и Целестин» (фр. Amycus et Célestin) — новелла французского писателя Анатоля Франса, опубликованная в 1890 году в газете Temps и включённая в 1892 году в состав сборника «Перламутровый ларец».
Главный герой новеллы — христианский отшельник Целестин, который в пасхальное воскресенье отправляется через лес в часовню. В пути он видит дерево фей, с которыми ведёт давнюю безуспешную борьбу, и встречает фавна по имени Амикус, тоже готового славить Христа. Отшельник и фавн становятся неразлучными друзьями. Целестину не удаётся объяснить Амикусу всю суть христианства, но зато тот всегда украшает часовню цветами.
Исследователи отмечают, что формально Франс в этой новелле воссоздаёт сюжетную канву христианских легенд. Однако благодаря отдельным авторским замечаниям о том, что праведник не может победить фей и просветить фавна, весь рассказ приобретает иронический оттенок в духе атеизма.